# Adelges cooleyi
Adelges cooleyi är en insektsart som först beskrevs av David D. Gillette 1907.  I den svenska databasen Dyntaxa används istället namnet Gilletteella cooleyi. Enligt Catalogue of Life ingår Adelges cooleyi i släktet Adelges och familjen barrlöss, men enligt Dyntaxa är tillhörigheten istället släktet Gilletteella och familjen barrlöss. Arten är reproducerande i Sverige. Inga underarter finns listade i Catalogue of Life.

## Bildgalleri

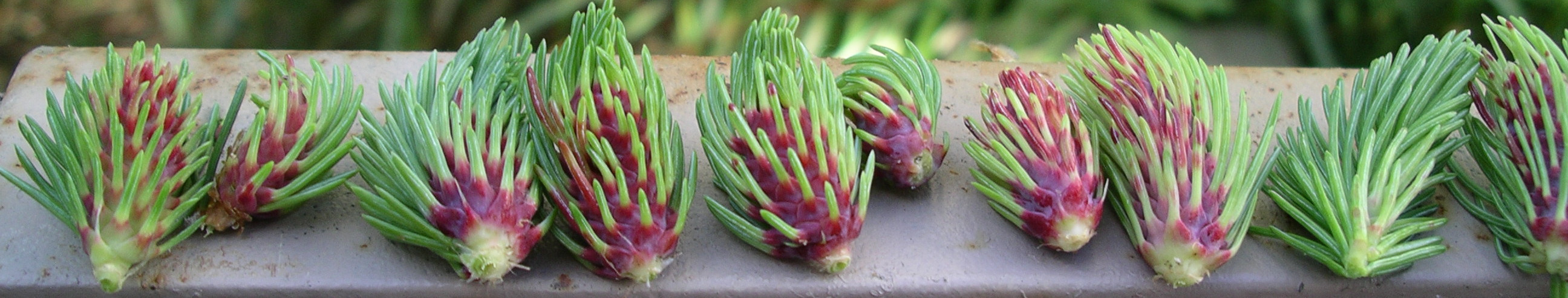
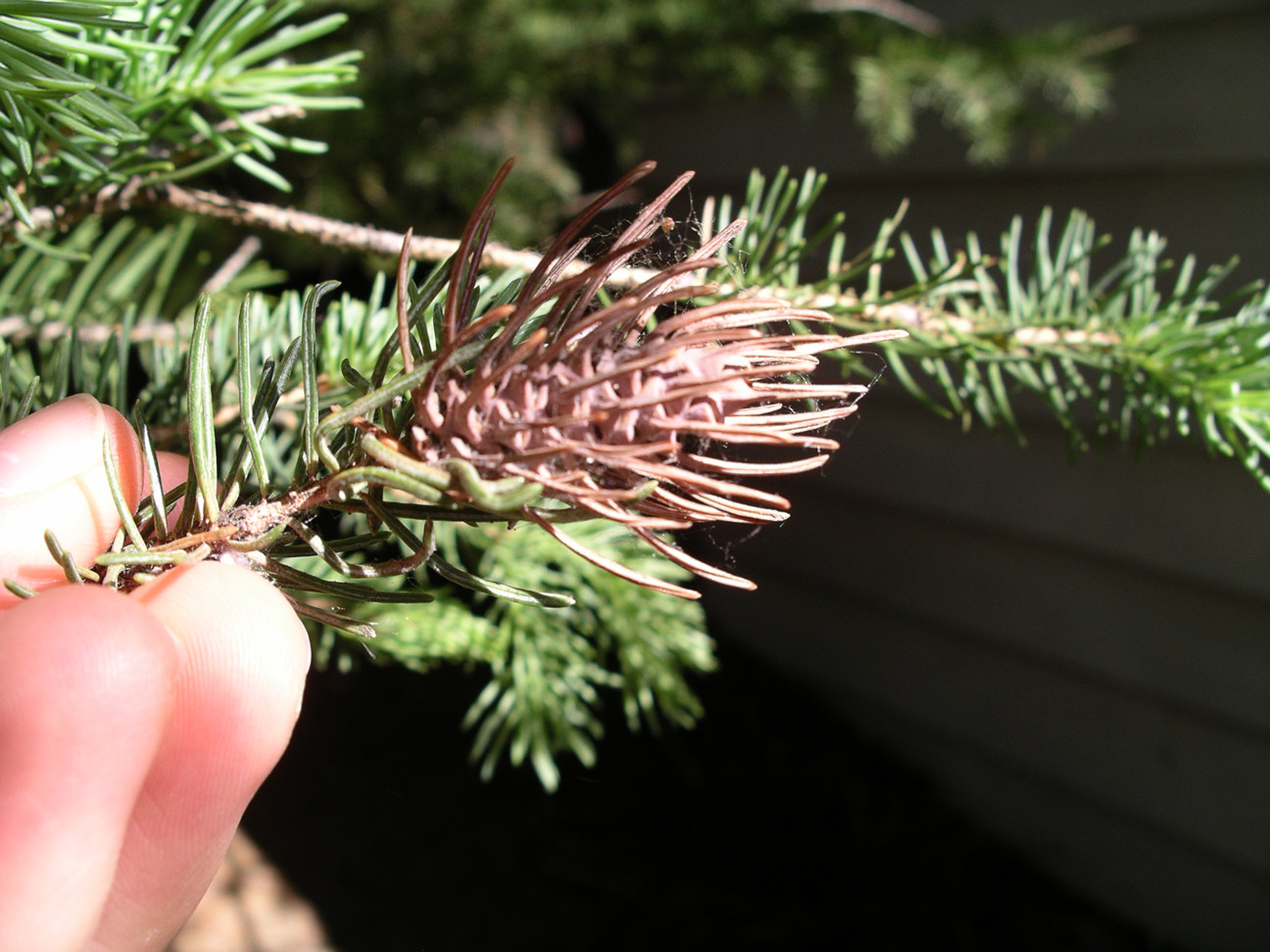
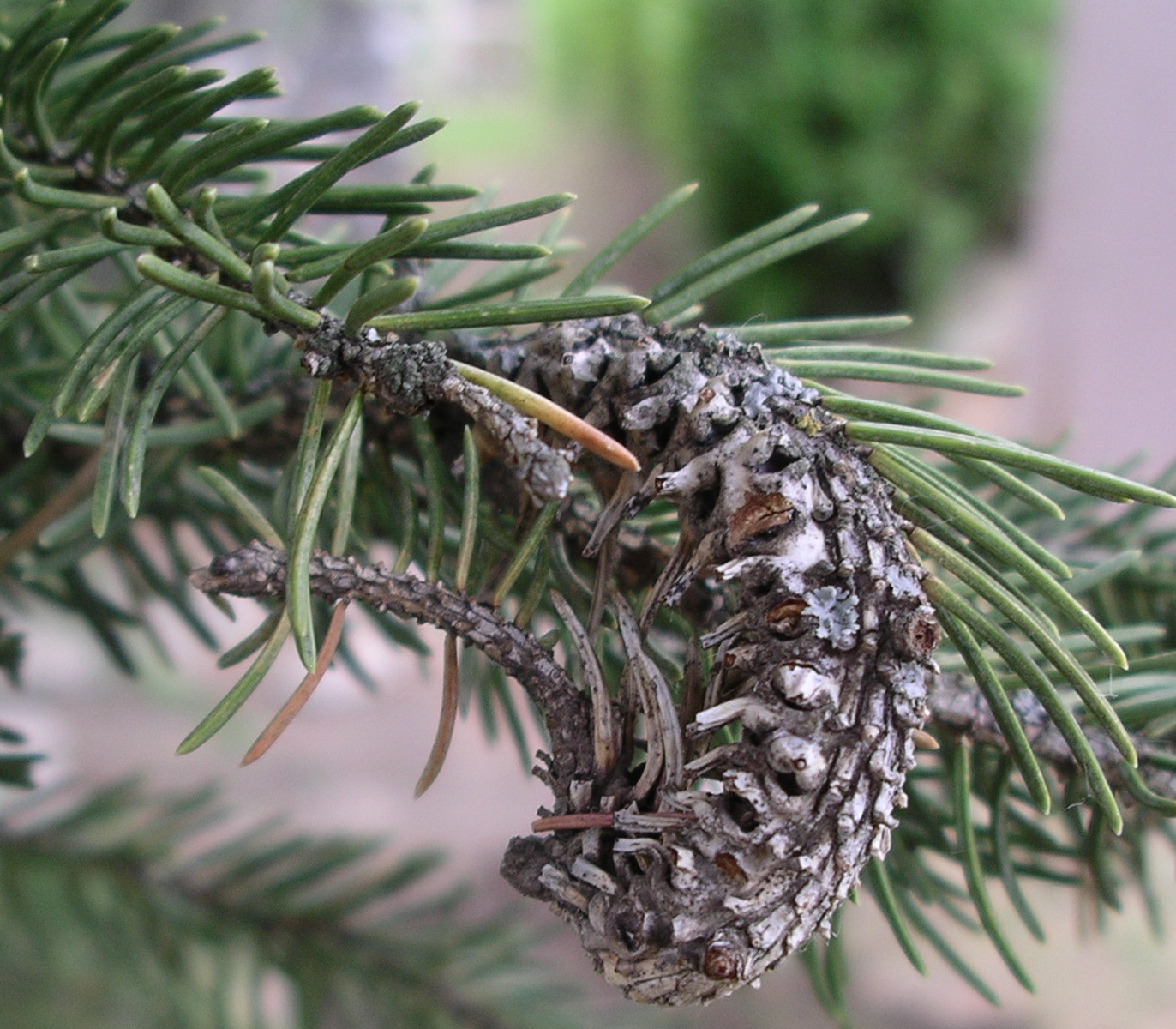